# Барановський Василь Васильович
Василь Васильович Барановський (21 грудня 1919, село Новокиївка, тепер Каланчацької селищної громади Скадовського району Херсонської області — 1 грудня 2004, місто Сімферополь Автономної Республіки Крим) — радянський діяч, голова Кримської обласної ради профспілок, заступник голови Кримського облвиконкому. Депутат Кримської обласної ради депутатів трудящих. Народний депутат СРСР (1989—1991).

## Життєпис
У 1938 році закінчив Сімферопольський автодорожній технікум.
У 1938—1941 роках — інженер-будівельник транспортних шляхів на Далекому Сході РРФСР.
У 1941—1946 роках — у Радянській армії, учасник німецько-радянської та радянсько-японської війн. Служив у 113-й стрілецькій бригаді та 97-й стрілецькій бригаді, був старшим лейтенантом технічної служби.
У 1946—1950 роках — виконавець робіт (виконроб), начальник будівництва автостради Сімферополь — Москва, начальник будівництва Кримської астрофізичної обсерваторії Академії наук СРСР. Член ВКП(б).
У 1950—1956 роках — завідувач відділу праці та зарплати ЦК профспілки будівельників СРСР у Москві.
У 1956—1959 роках — головний технолог та начальник відділу Головного управління з будівництва у місті Москві.
1958 року закінчив Вищу школу профспілкового руху в Москві.
У 1959—1963 роках — завідувач виробничого відділу ЦК профспілки будівельників СРСР; голова Кримського обласного комітету профспілки будівельників.
У 1963 — грудні 1964 року — голова Кримської промислової обласної ради професійних спілок.
У грудні 1964 — грудні 1970 року — голова Кримської обласної ради професійних спілок.
29 вересня 1970 — 9 грудня 1981 року — заступник голови виконавчого комітету Кримської обласної ради депутатів трудящих.
З 1982 року — персональний пенсіонер у місті Сімферополі.
З березня 1987 до червня 1992 року — голова Кримської обласної ради ветеранів війни, праці та військової служби.
Брав участь у розробці III розділу («Громадянське суспільство та держава») проєкту Конституції Кримської АРСР.
З 1992 року — член президії ради організації ветеранів Автономної Республіки Крим.
Помер 1 грудня 2004 року в місті Сімферополі.

## Звання
- старшина
- старший лейтенант технічної служби

## Нагороди
- орден «За заслуги» III ст. (27.03.1997)
- орден Вітчизняної війни II ст. (1985)
- орден Слави IIІ ст. (25.09.1945)
- два ордени Трудового Червоного Прапора
- орден Дружби народів
- орден «Знак Пошани»
- медалі
- звання «Почесний кримчанин» (26.11.1999)